# 다카라즈카 가극단 45기생
다카라즈카 가극단 45기생은 1957년에 다카라즈카 음악학교에 입학하여 1959년 졸업, 다카라즈카 가극단에 입단했다. 「화전식」 「러블리 로망스」로 초무대를 밟은 57명을 가리킨다.

## 개요
이 기수부터 다카라즈카 음악학교의 수업 연한이 예과 / 본과의 2년제로 바뀌었다.

## 주요 학생
- 타카시로 쥬리 : 전 호시구미 남역
- 야시오지 마리 : 전 츠키구미 주연여역
- 키시 카오리 : 전 전과, 다카라즈카 가극단 구성회의 위원
- 죠 히로에 : 전 전과 여역
- 아이 요코 : 남편 노사카 아키유키, 딸 하나카게 미키 (70), 딸 아이 요코 (79)
- 카모 미도리 : 후에 카모 스미레로 개명. 후의 프로 볼러로 전직. 언니 카모 사쿠라 (42)

## 일람
| 예명            | 생일      | 출신지                | 출신 학교                     | 예명의 유래                          | 애칭             | 역할 | 퇴단년도 | 비고                                                                                        |
| --------------- | --------- | --------------------- | ----------------------------- | ------------------------------------ | ---------------- | ---- | -------- | ------------------------------------------------------------------------------------------- |
| 藍葉子          | 10월 3일  | 도쿄도                | 짓센죠시가쿠엔                |                                      | 요-코            |      | 1962년   | 남편 노사카 아키유키 딸 하나카게 미키 (70) 딸 아이 요코 (79)                                |
| 아이 요코       | 10월 3일  | 도쿄도                | 짓센죠시가쿠엔                |                                      | 요-코            |      | 1962년   | 남편 노사카 아키유키 딸 하나카게 미키 (70) 딸 아이 요코 (79)                                |
| 赤城由美        | 10월 21일 | 도쿄도                | 짓센죠시가쿠엔고등여학교      | 아카사카산에서 따옴                  | 노코짱           |      | 1960년   |                                                                                             |
| 아카기 유미     | 10월 21일 | 도쿄도                | 짓센죠시가쿠엔고등여학교      | 아카사카산에서 따옴                  | 노코짱           |      | 1960년   |                                                                                             |
| 茜美樹          | 3월 27일  | 도쿄도                | 오인가쿠엔 고등부             | 본명                                 | 아카네짱         |      | 1963년   |                                                                                             |
| 아카네 미키     | 3월 27일  | 도쿄도                | 오인가쿠엔 고등부             | 본명                                 | 아카네짱         |      | 1963년   |                                                                                             |
| 明左弓          | 11월 13일 | 도쿄도                | 모리무라가쿠엔                | 시라이 테츠조가 명명                 | 니-코            |      | 1966년   | 동생 아키라 유우코 (50)                                                                     |
| 아키라 사유미   | 11월 13일 | 도쿄도                | 모리무라가쿠엔                | 시라이 테츠조가 명명                 | 니-코            |      | 1966년   | 동생 아키라 유우코 (50)                                                                     |
| 朝影由花        | 6월 22일  | 도쿄도                | 무사시노죠시가쿠인            |                                      | 노코, 미야케짱   |      | 1965년   | 키타하라 마키 (北原真紀)로 개명. 딸 키타하라 리마 (79)                                      |
| 아사카게 유카   | 6월 22일  | 도쿄도                | 무사시노죠시가쿠인            |                                      | 노코, 미야케짱   |      | 1965년   | 키타하라 마키 (北原真紀)로 개명. 딸 키타하라 리마 (79)                                      |
| 朝路ひかる      | 4월 29일  | 효고현 고베시         | 요코스카시 미도리가오카가쿠인 | 우츠미 시게노리가 명명               | 오시바           |      | 1967년   |                                                                                             |
| 아사지 히카루   | 4월 29일  | 효고현 고베시         | 요코스카시 미도리가오카가쿠인 | 우츠미 시게노리가 명명               | 오시바           |      | 1967년   |                                                                                             |
| 東いさみ        | 5월 14일  | 도쿄도                | 세이죠가쿠엔                  | 동쪽 태생에서 연유함                 | 보쿠짱           |      | 1963년   | 언니 하나부키 미도리 (41)                                                                   |
| 아즈마 이사미   | 5월 14일  | 도쿄도                | 세이죠가쿠엔                  | 동쪽 태생에서 연유함                 | 보쿠짱           |      | 1963년   | 언니 하나부키 미도리 (41)                                                                   |
| 伊奈ちぐみ      | 6월 21일  | 오사카부              | 바이카가쿠엔                  |                                      | 오미야           |      | 1962년   |                                                                                             |
| 이나 치구미     | 6월 21일  | 오사카부              | 바이카가쿠엔                  |                                      | 오미야           |      | 1962년   |                                                                                             |
| 丘千明          | 2월 18일  | 효고현 아마가사키시   | 고베신와가쿠엔                | 본명                                 | 치요짱           |      | 1980년   |                                                                                             |
| 오카 치아키     | 2월 18일  | 효고현 아마가사키시   | 고베신와가쿠엔                | 본명                                 | 치요짱           |      | 1980년   |                                                                                             |
| 橿原さより      | 10월 22일 | 오사카부 오사카시     | 시텐노지가쿠엔                | 고향에서 따옴                        | 케이코           |      | 1966년   |                                                                                             |
| 카시하라 사요리 | 10월 22일 | 오사카부 오사카시     | 시텐노지가쿠엔                | 고향에서 따옴                        | 케이코           |      | 1966년   |                                                                                             |
| 加茂みどり      | 8월 19일  | 도쿄도                | 교토세이카고등여학교          | 언니의 예명에서 이름만 바꿈          | 시게짱           |      | 1968년   | 카모 스미레 (加茂すみれ)로 개명. 언니 카모 사쿠라 (42)                                      |
| 카모 미도리     | 8월 19일  | 도쿄도                | 교토세이카고등여학교          | 언니의 예명에서 이름만 바꿈          | 시게짱           |      | 1968년   | 카모 스미레 (加茂すみれ)로 개명. 언니 카모 사쿠라 (42)                                      |
| 岸香織          | 4월 6일   | 오사카부 오사카시     | 오오타니고등학교              | 본명                                 | 킷샹, 키시모토상 | 남역 | 1999년   | 후에 남역, 여역 둘다 함                                                                     |
| 키시 카오리     | 4월 6일   | 오사카부 오사카시     | 오오타니고등학교              | 본명                                 | 킷샹, 키시모토상 | 남역 | 1999년   | 후에 남역, 여역 둘다 함                                                                     |
| 君塚えみ        | 10월 29일 | 도쿄도                | 모리무라가쿠엔                | 출신지에서 따옴                      | 에미짱           |      | 1963년   |                                                                                             |
| 키미즈카 에미   | 10월 29일 | 도쿄도                | 모리무라가쿠엔                | 출신지에서 따옴                      | 에미짱           |      | 1963년   |                                                                                             |
| 桐紫珠子        | 12월 7일  | 오사카부 토요나카시   | 바이카가쿠엔                  | 가족이 고안                          | 이모짱           |      | 1965년   |                                                                                             |
| 키리 시즈코     | 12월 7일  | 오사카부 토요나카시   | 바이카가쿠엔                  | 가족이 고안                          | 이모짱           |      | 1965년   |                                                                                             |
| 九重薫          | 4월 19일  | 도쿄도                | 도시샤여자고등학교            | 와카                                 | 하무코           |      | 1961년   |                                                                                             |
| 코코노에 카오루 | 4월 19일  | 도쿄도                | 도시샤여자고등학교            | 와카                                 | 하무코           |      | 1961년   |                                                                                             |
| 琴浦一恵        | 6월 27일  | 카가와현 코토히라쵸   | 코토히라중학교                | 출신지에서 따옴                      | 아카짱           |      | 1965년   |                                                                                             |
| 코토우라 카즈에 | 6월 27일  | 카가와현 코토히라쵸   | 코토히라중학교                | 출신지에서 따옴                      | 아카짱           |      | 1965년   |                                                                                             |
| 小松千恵        | 1월 1일   | 오사카부 토요나카시   | 킨란카이고등학교              |                                      | 오쿠친, 치에짱   |      | 1962년   | 동생 카가야키 미치루 (48)                                                                   |
| 코마츠 치에     | 1월 1일   | 오사카부 토요나카시   | 킨란카이고등학교              |                                      | 오쿠친, 치에짱   |      | 1962년   | 동생 카가야키 미치루 (48)                                                                   |
| 嵯峨三千代      | 3월 16일  | 오사카부              | 가쿠슈인                      |                                      | 삿짱             |      | 1961년   |                                                                                             |
| 사가 미치요     | 3월 16일  | 오사카부              | 가쿠슈인                      |                                      | 삿짱             |      | 1961년   |                                                                                             |
| 笹潤子          | 10월 13일 | 오사카부              | 텐노지고등학교                | 미즈시로 타마모 (35)가 명명          | 오스기           |      | 1974년   |                                                                                             |
| 사사 준코       | 10월 13일 | 오사카부              | 텐노지고등학교                | 미즈시로 타마모 (35)가 명명          | 오스기           |      | 1974년   |                                                                                             |
| 幸なほみ        | 2월 17일  | 교토부 교토시         | 세이카여자고등학교            | 행복할 수 있도록                     | 요리친           |      | 1963년   |                                                                                             |
| 사치 나오미     | 2월 17일  | 교토부 교토시         | 세이카여자고등학교            | 행복할 수 있도록                     | 요리친           |      | 1963년   |                                                                                             |
| 里園ゆかり      | 12월 6일  | 도쿄도                | 케이센죠가쿠인고등학교        | 본명                                 | 유리코           |      | 1971년   |                                                                                             |
| 사토조노 유카리 | 12월 6일  | 도쿄도                | 케이센죠가쿠인고등학교        | 본명                                 | 유리코           |      | 1971년   |                                                                                             |
| 三城千佳        | 3월 27일  | 아이치현 나고야시     | 남산여자고등학교              | 나고야성에서 따옴                    | 오토미, 톤짱     |      | 1964년   |                                                                                             |
| 산죠 치카       | 3월 27일  | 아이치현 나고야시     | 남산여자고등학교              | 나고야성에서 따옴                    | 오토미, 톤짱     |      | 1964년   |                                                                                             |
| 城火呂絵        | 3월 30일  | 돗토리현 요나고시     | 요나고니시고등학교            | 오카모토 키하치가 명명               | 한짱             | 여역 | 2005년   | 일본무용 니시카와 키즈나                                                                    |
| 죠 히로에       | 3월 30일  | 돗토리현 요나고시     | 요나고니시고등학교            | 오카모토 키하치가 명명               | 한짱             | 여역 | 2005년   | 일본무용 니시카와 키즈나                                                                    |
| 白峰万里子      | 12월 22일 | 카가와현 사카이데시   | 마루카메시 후지이가쿠엔       | 고장의 산과, 신사의 이름을 따옴      | 쿠로짱, 야마짱   |      | 1966년   |                                                                                             |
| 시라미네 마리코 | 12월 22일 | 카가와현 사카이데시   | 마루카메시 후지이가쿠엔       | 고장의 산과, 신사의 이름을 따옴      | 쿠로짱, 야마짱   |      | 1966년   |                                                                                             |
| 末広栄          | 6월 6일   | 오사카부              | 카스가오카고등학교            |                                      | 에미-, 에미짱    |      | 1963년   |                                                                                             |
| 스에히로 사카에 | 6월 6일   | 오사카부              | 카스가오카고등학교            |                                      | 에미-, 에미짱    |      | 1963년   |                                                                                             |
| 高城珠里        | 2월 3일   | 도쿄도                | 도쿄학예대학부속고등학교      | 존경하는 선생님이 명명               | 엣짱             | 남역 | 1967년   |                                                                                             |
| 타카시로 쥬리   | 2월 3일   | 도쿄도                | 도쿄학예대학부속고등학교      | 존경하는 선생님이 명명               | 엣짱             | 남역 | 1967년   |                                                                                             |
| 滝みつる        | 12월 12일 | 도쿄도                | 여자릿쇼고등학교가쿠엔        |                                      | 타케상           |      | 1965년   |                                                                                             |
| 타키 미츠루     | 12월 12일 | 도쿄도                | 여자릿쇼고등학교가쿠엔        |                                      | 타케상           |      | 1965년   |                                                                                             |
| 竹川由起        | 7월 4일   | 교토부 교토시         | 도시샤여자고등학교            |                                      | 타카짱           |      | 1967년   |                                                                                             |
| 타케가와 유키   | 7월 4일   | 교토부 교토시         | 도시샤여자고등학교            |                                      | 타카짱           |      | 1967년   |                                                                                             |
| 橘香久子        | 1월 24일  | 오사카부              | 미노오지유가쿠엔 고등부       | 만요슈                               | 캇코짱           |      | 1967년   | 딸 타치바나 리야 (82)                                                                       |
| 타치바나 카쿠코 | 1월 24일  | 오사카부              | 미노오지유가쿠엔 고등부       | 만요슈                               | 캇코짱           |      | 1967년   | 딸 타치바나 리야 (82)                                                                       |
| 田月小百合      | 6월 10일  | 효고현 고베시         | 신와가쿠엔                    |                                      | 치-코            |      | 1962년   |                                                                                             |
| 타츠키 사유리   | 6월 10일  | 효고현 고베시         | 신와가쿠엔                    |                                      | 치-코            |      | 1962년   |                                                                                             |
| 谷こだま        | 7월 28일  | 효고현 고베시         | 카이세이죠가쿠인              | 초대 오노에 사쿠라 (20)가 명명       | 레이코짱         |      | 1963년   |                                                                                             |
| 타니 코다마     | 7월 28일  | 효고현 고베시         | 카이세이죠가쿠인              | 초대 오노에 사쿠라 (20)가 명명       | 레이코짱         |      | 1963년   |                                                                                             |
| 月乃江まどか    | 11월 22일 | 오사카부 오사카시     | 쇼인죠가쿠인                  |                                      | 노마친           |      | 1965년   |                                                                                             |
| 츠키노에 마도카 | 11월 22일 | 오사카부 오사카시     | 쇼인죠가쿠인                  |                                      | 노마친           |      | 1965년   |                                                                                             |
| 十保里すみれ    | 12월 28일 | 효고현 니시노미야시   | 고베야마테가쿠엔              |                                      | 오코             |      | 1963년   |                                                                                             |
| 토오리 스미레   | 12월 28일 | 효고현 니시노미야시   | 고베야마테가쿠엔              |                                      | 오코             |      | 1963년   |                                                                                             |
| 望千晴          | 11월 8일  | 대만                  | 오사카이바라키고등학교        |                                      | 오하루           |      | 1962년   |                                                                                             |
| 노조미 치하루   | 11월 8일  | 대만                  | 오사카이바라키고등학교        |                                      | 오하루           |      | 1962년   |                                                                                             |
| 花影さゆり      | 4월 3일   | 오사카부 오사카시     | 타카츠고등학교                |                                      | 맛짱             |      | 1962년   |                                                                                             |
| 하나카게 사유리 | 4월 3일   | 오사카부 오사카시     | 타카츠고등학교                |                                      | 맛짱             |      | 1962년   |                                                                                             |
| 原千雪          | 3월 10일  | 효고현 고베시         | 코바야시세이신죠시가쿠엔      | 아버지의 이름을 따서 명명            | 리미짱           |      | 1961년   |                                                                                             |
| 하라 치유키     | 3월 10일  | 효고현 고베시         | 코바야시세이신죠시가쿠엔      | 아버지의 이름을 따서 명명            | 리미짱           |      | 1961년   |                                                                                             |
| 広丘路生        | 1월 6일   | 도쿄도                | 쵸후죠가쿠엔                  | 희망을 갖고 이 길을 나아갈 수 있도록 | 키무             |      | 1961년   |                                                                                             |
| 히로오카 미치오 | 1월 6일   | 도쿄도                | 쵸후죠가쿠엔                  | 희망을 갖고 이 길을 나아갈 수 있도록 | 키무             |      | 1961년   |                                                                                             |
| 星美沙          | 10월 25일 | 만주                  | 코시엔가쿠인                  | 타카하시 렌가 명명                   | 아키짱, 아츠코   |      | 1967년   | 언니 호시 히사미 (43) 딸 츠부라 히토미 (77) 남편 다카라즈카 가극단 작곡가 나카모토 키요즈미 |
| 호시 미사       | 10월 25일 | 만주                  | 코시엔가쿠인                  | 타카하시 렌가 명명                   | 아키짱, 아츠코   |      | 1967년   | 언니 호시 히사미 (43) 딸 츠부라 히토미 (77) 남편 다카라즈카 가극단 작곡가 나카모토 키요즈미 |
| 穂波しのぶ      | 1월 1일   | 후쿠오카현 후쿠오카시 | 후쿠오카죠가쿠인              | 본가의 가게에서 따옴                 | 훗짱             |      | 1962년   |                                                                                             |
| 호나미 시노부   | 1월 1일   | 후쿠오카현 후쿠오카시 | 후쿠오카죠가쿠인              | 본가의 가게에서 따옴                 | 훗짱             |      | 1962년   |                                                                                             |
| 真澄典子        | 9월 21일  | 오사카부 오사카시     | 오사카죠가쿠인고등학교        |                                      | 나가짱, 가짱     |      | 1972년   |                                                                                             |
| 마스미 노리코   | 9월 21일  | 오사카부 오사카시     | 오사카죠가쿠인고등학교        |                                      | 나가짱, 가짱     |      | 1972년   |                                                                                             |
| 窓ゆみ代        | 7월 24일  | 오사카부 오사카시     | 히가시오오타니중학교          | 칙제를 따서, 와타나베 타케오가 명명  |                  |      | 1966년   | 동생 아마노가와 마스즈 (52) 호텔 한큐인터내셔널 안의 「吉兆」 어시스턴트 매니저             |
| 마도 후미요     | 7월 24일  | 오사카부 오사카시     | 히가시오오타니중학교          | 칙제를 따서, 와타나베 타케오가 명명  |                  |      | 1966년   | 동생 아마노가와 마스즈 (52) 호텔 한큐인터내셔널 안의 「吉兆」 어시스턴트 매니저             |
| 真辺美里        | 4월 26일  | 효고현 고베시         | 고베야마테가쿠엔              | 아버지 지인이 명명                   | 모코             |      | 1965년   |                                                                                             |
| 마나베 미사토   | 4월 26일  | 효고현 고베시         | 고베야마테가쿠엔              | 아버지 지인이 명명                   | 모코             |      | 1965년   |                                                                                             |
| 万城ゆかり      | 8월 4일   | 카나가와현            | 츠루미죠시가쿠엔              | 존경하는 사람의 이름                 | 시-짱, 카리코    |      | 1964년   |                                                                                             |
| 만죠 유카리     | 8월 4일   | 카나가와현            | 츠루미죠시가쿠엔              | 존경하는 사람의 이름                 | 시-짱, 카리코    |      | 1964년   |                                                                                             |
| 美果あゆみ      | 3월 11일  | 오사카부 오사카시     | 바이카가쿠엔                  | 어머니가 명명                        | 카즈미           |      | 1960년   |                                                                                             |
| 미카 아유미     | 3월 11일  | 오사카부 오사카시     | 바이카가쿠엔                  | 어머니가 명명                        | 카즈미           |      | 1960년   |                                                                                             |
| 水島みのる      | 2월 5일   | 도쿄도                | 케이센죠가쿠엔                | 무엇이든 물이 없으면 살수 없다       | 케이코           |      | 1974년   |                                                                                             |
| 미즈시마 미노루 | 2월 5일   | 도쿄도                | 케이센죠가쿠엔                | 무엇이든 물이 없으면 살수 없다       | 케이코           |      | 1974년   |                                                                                             |
| 峯千景          | 2월 8일   | 이시카와현 카나자와시 | 호쿠리쿠가쿠인 고등부         | 출신지 백산에서 따옴                 | 아코             |      | 1964년   |                                                                                             |
| 미네 치카게     | 2월 8일   | 이시카와현 카나자와시 | 호쿠리쿠가쿠인 고등부         | 출신지 백산에서 따옴                 | 아코             |      | 1964년   |                                                                                             |
| 宮悠喜子        | 4월 1일   | 오사카부 오사카시     |                               | 토이타 야스지가 명명                 | 욧상, 테루짱     |      | 1965년   |                                                                                             |
| 미야 유키코     | 4월 1일   | 오사카부 오사카시     |                               | 토이타 야스지가 명명                 | 욧상, 테루짱     |      | 1965년   |                                                                                             |
| 百重都          | 2월 23일  | 효고현 고베시         | 니시노미야고등학교            | 만요슈                               | 얏통             |      | 1963년   | 동생 야시 나츠미 (47)                                                                       |
| 모모에 미야코   | 2월 23일  | 효고현 고베시         | 니시노미야고등학교            | 만요슈                               | 얏통             |      | 1963년   | 동생 야시 나츠미 (47)                                                                       |
| 八雲楊子        | 10월 2일  | 돗토리현 쿠라요시시   | 쿠라요시니시고등학교          | 카미요 니시키가 명명                 | 루미, 몬짱       |      | 1962년   |                                                                                             |
| 야구모 요코     | 10월 2일  | 돗토리현 쿠라요시시   | 쿠라요시니시고등학교          | 카미요 니시키가 명명                 | 루미, 몬짱       |      | 1962년   |                                                                                             |
| 八坂朱美        | 10월 24일 | 오사카부 오사카시     | 코베신와가쿠엔                | 지인이 명명                          | 잇손, 욧짱       |      | 1968년   |                                                                                             |
| 야사카 아케미   | 10월 24일 | 오사카부 오사카시     | 코베신와가쿠엔                | 지인이 명명                          | 잇손, 욧짱       |      | 1968년   |                                                                                             |
| 八汐路まり      | 3월 10일  | 와카야마현            | 묘지중학교                    |                                      | 벤짱             | 여역 | 1970년   |                                                                                             |
| 야시오지 마리   | 3월 10일  | 와카야마현            | 묘지중학교                    |                                      | 벤짱             | 여역 | 1970년   |                                                                                             |
| 弥生一美        | 3월 3일   | 교토부 교토시         | 모모야마중학교                | 생일에서 따옴                        | 카-코            |      | 1960년   |                                                                                             |
| 야요이 카즈미   | 3월 3일   | 교토부 교토시         | 모모야마중학교                | 생일에서 따옴                        | 카-코            |      | 1960년   |                                                                                             |
| 夕凪千月        | 8월 15일  | 도쿄도                | 쿄카가쿠엔                    | 존경하는 선생님이 명명               | 맛칭, 오네에짱   |      | 1963년   |                                                                                             |
| 유우나기 치즈키 | 8월 15일  | 도쿄도                | 쿄카가쿠엔                    | 존경하는 선생님이 명명               | 맛칭, 오네에짱   |      | 1963년   |                                                                                             |
| 雪七子          | 2월 19일  | 효고현 고베시         | 카이세이죠시가쿠인            |                                      |                  |      | 1962년   |                                                                                             |
| 유키 나나코     | 2월 19일  | 효고현 고베시         | 카이세이죠시가쿠인            |                                      |                  |      | 1962년   |                                                                                             |
| 豊るり子        | 11월 10일 | 아이치현 토요하시시   | 토요하시히가시고등학교        | 출신지에서 따옴                      | 논코             |      | 1969년   | 유타카 미노루 (豊みのる)로 개명                                                             |
| 유타카 루리코   | 11월 10일 | 아이치현 토요하시시   | 토요하시히가시고등학교        | 출신지에서 따옴                      | 논코             |      | 1969년   | 유타카 미노루 (豊みのる)로 개명                                                             |
| 夢まり花        | 7월 26일  | 오사카부 오사카시     | 쇼인고등학교                  | 어머니가 명명                        | 폿포             |      | 1962년   |                                                                                             |
| 유메 마리카     | 7월 26일  | 오사카부 오사카시     | 쇼인고등학교                  | 어머니가 명명                        | 폿포             |      | 1962년   |                                                                                             |
| 若月寿々代      | 7월 7일   | 아이치현 나고야시     | 스기야마여학교 고등부         | 존경하는 선생님이 명명               | 츠타짱           |      | 1961년   | 와카츠키 스즈 (若月寿々)로 개명. 딸 스즈카케 미유키 (77)                                    |
| 와카츠키 스즈요 | 7월 7일   | 아이치현 나고야시     | 스기야마여학교 고등부         | 존경하는 선생님이 명명               | 츠타짱           |      | 1961년   | 와카츠키 스즈 (若月寿々)로 개명. 딸 스즈카케 미유키 (77)                                    |